# Emeterius und Chelidonius

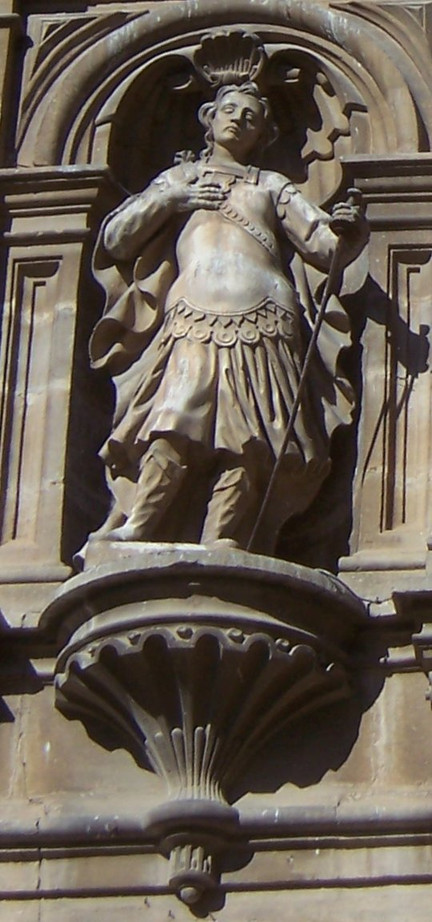
San Emeterio

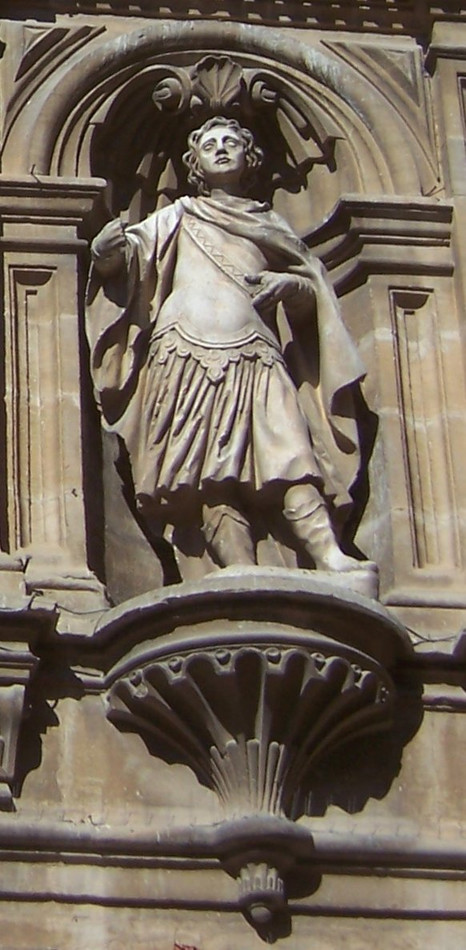
San Celedonio

Die Brüder Emeterius und Chelidonius (spanisch Emeterio und Celedonio; † um 298) werden in der nordspanischen Stadt Calahorra als Märtyrer und Heilige verehrt. Ihr Gedenktag ist der 3. März.

## Vita
Gemäß der Überlieferung waren Emeterius und Chelidonius Bauernsöhne und später Soldaten im römischen Heer. Einem apokryphen Bericht zufolge sollen sie Söhne des Marcellus von Tanger gewesen sein. Als Christen verraten, wurden sie ins Gefängnis von Calagurris (heute Santa Casa in Calahorra) geworfen, gefoltert und zuletzt enthauptet. Ihre Köpfe wurden in den Fluss Cidacos geworfen und gelangten auf wundersame Weise in einem Boot nach Santander, wo sie von Mönchen an der Stelle der heutigen Kathedrale bestattet wurden.

## Verehrung
Die Verehrung der beiden Heiligengefährten ist nur in wenigen Orten Spaniens nachgewiesen; einer davon ist das Monestir de Sant Celdoni i Sant Ermenter de Cellers in der katalanischen Gemeinde Torá, ein anderer ist der kleine Ort Río Quintanilla in der Gemeinde Aguas Cándidas in der Provinz Burgos. In der Kirche Sant Miquel in Cardona befindet sich ein Wandtabernakel mit einer Monstranz, die angeblich Reliquien der beiden Heiligengefährten enthält. In der Umrandung des Stadtwappens von Calahorra finden sich ihre Namen; das Wappen der Autonomen Gemeinschaft Kantabrien zeigt ihre Köpfe über einem Segelschiff.

## Darstellungen
Mittelalterliche Bildnisse der beiden Heiligen sind unbekannt. Die wenigen neuzeitlichen Darstellungen zeigen sie zumeist in Soldatenkleidung (Brustpanzer, Schultermantel, Soldatenrock, Stulpenstiefel).